# العلاقات البلجيكية الطاجيكستانية
العلاقات البلجيكية الطاجيكستانية هي العلاقات الثنائية التي تجمع بين بلجيكا وطاجيكستان.

## مقارنة بين البلدين
هذه مقارنة عامة ومرجعية للدولتين:
| وجه المقارنة                                              | بلجيكا                                                                              | طاجيكستان                          |
| --------------------------------------------------------- | ----------------------------------------------------------------------------------- | ---------------------------------- |
| المساحة (كم2)                                             | 30.53 ألف                                                                           | 143.10 ألف                         |
| عدد السكان (نسمة)                                         | 11.37 مليون                                                                         | 8.92 مليون                         |
| الكثافة السكانية (ن./كم²)                                 | 372.42                                                                              | 62.33                              |
| العاصمة                                                   | بروكسل                                                                              | دوشنبه                             |
| اللغة الرسمية                                             | اللغة الهولندية، لغة فرنسية، اللغة الألمانية                                        | اللغة الطاجيكية                    |
| العملة                                                    | يورو، فرنك بلجيكي                                                                   | ساماني طاجيكي، الروبل الطاجيكستاني |
| الناتج المحلي الإجمالي (بليون دولار)                      | 492.68 مليار                                                                        | 7.15 مليار                         |
| الناتج المحلي الإجمالي (تعادل القوة الشرائية) بليون دولار | 514.74 مليار                                                                        | 24.03 مليار                        |
| الناتج المحلي الإجمالي الاسمي للفرد دولار أمريكي          | 40.32 ألف                                                                           | 925                                |
| الناتج المحلي الإجمالي للفرد دولار أمريكي                 | 43.44 ألف                                                                           | 2.69 ألف                           |
| مؤشر التنمية البشرية                                      | 0.890                                                                               | 0.624                              |
| رمز المكالمات الدولي                                      | +32                                                                                 | +992                               |
| رمز الإنترنت                                              | .be                                                                                 | .tj                                |
| المنطقة الزمنية                                           | توقيت وسط أوروبا، ت ع م+01:00، ت ع م+02:00، توقيت وسط أوروبا الصيفي، أوروبا/بروكسل ‏ | ت ع م+05:00                        |

## منظمات دولية مشتركة
يشترك البلدان في عضوية مجموعة من المنظمات الدولية، منها:
| علم المنظمة | اسم المنظمة                        | تاريخ انضمام بلجيكا | تاريخ انضمام طاجيكستان |
| ----------- | ---------------------------------- | ------------------- | ---------------------- |
|             | الاتحاد البريدي العالمي            | ?                   | ?                      |
|             | مؤسسة التنمية الدولية              | 2 يوليو 1964        | 4 يونيو 1993           |
|             | منظمة حظر الأسلحة الكيميائية       | ?                   | ?                      |
|             | الأمم المتحدة                      | 27 ديسمبر 1945      | 2 مارس 1992            |
|             | وكالة ضمان الاستثمار متعدد الأطراف | 18 سبتمبر 1992      | 9 ديسمبر 2002          |
|             | منظمة الشرطة الجنائية الدولية      | ?                   | ?                      |
|             | مؤسسة التمويل الدولية              | 27 ديسمبر 1956      | 2 ديسمبر 1994          |
|             | بنك التنمية الآسيوي                | 1966                | 1998                   |
|             | الاتحاد الدولي للاتصالات           | 1866                | 28 أبريل 1994          |
|             | البنك الدولي للإنشاء والتعمير      | 27 ديسمبر 1945      | 4 يونيو 1993           |
|             | الفريق المعني برصد الأرض           | ?                   | ?                      |
|             | منظمة الأمن والتعاون في أوروبا     | 25 يونيو 1973       | 30 يناير 1992          |
|             | يونسكو                             | 29 نوفمبر 1946      | 6 أبريل 1993           |

## وصلات خارجية
- موقع وزارة الخارجية البلجيكية